# Praenomen
Das Praenomen war im antiken Rom das erste Glied der dreiteiligen Namensform (tria nomina) männlicher römischer Bürger. Anfänglich diente es dazu, Einzelpersonen mit identischem Familiennamen voneinander abgrenzen zu können, und entsprach damit dem heutigen Vornamen. Im Laufe der römischen Geschichte sank die Zahl der unterschiedlichen verwendeten Praenomina jedoch so stark, dass diese nicht mehr zur eindeutigen Benennung eines Individuums dienen konnten, woraufhin das Cognomen als dritter Namensbestandteil diese Funktion übernahm.

## Männliche Vornamen
In klassischer Zeit gab es nur 18 praenomina. In Inschriften und in der Literatur erscheinen sie meist konventionell abgekürzt:
- Appius (App. oder Ap.)
- Aulus (A.)
- Decimus (D.)
- Gaius (C.)
- Gnaeus (Cn.)
- Kaeso (K.)
- Lucius (L.)
- Mamercus  (Mam.)
- Manius (M’.)
- Marcus (M.)
- Numerius (N.)
- Publius (P.)
- Quintus (Q.)
- Servius (Ser.)
- Sextus (Sex. oder S.)
- Spurius (Sp.)
- Tiberius (Tib. oder Ti.)
- Titus (T.)

Quintus, Sextus und Decimus sind eigentlich Zahlwörter (der Fünfte, Sechste, Zehnte). Zur weiteren Etymologie vergleiche die einzelnen Artikel.
Die häufigsten Vornamen waren Marcus, Lucius und Gaius. So hieß schon mehr als die Hälfte der männlichen römischen Bürger; zusammen mit Publius und Quintus mehr als drei Viertel. Die übrigen Namen waren selten.
Einzelne römische Familien beschränkten sich teilweise über mehrere Generationen auf einzelne dieser Namen. In der Zeit der Republik verwendete etwa die Familie der Iulier außer Gaius (vgl. Gaius Iulius Caesar) nur noch die Vornamen Lucius und Sextus.
Zu den 18 oben angeführten Vornamen kommen etwa noch einmal so viele weitere altrömische Vornamen, die aber allesamt selten waren. Varro listet die folgenden Namen auf: Agrippa, Ancus, Caesar, Faustus, Hostus, Lar, Opiter, Postumus, Proculus, Sertor, Statius, Tullus, Volero und Vopiscus. Diese Liste lässt sich um die Namen Aruns, Denter, Numa, Vibius (V. oder Vi.) und Volusus nach anderen Quellen verlängern. Die Vornamen Novius, Occius, Paquius, Salvius, Statius, Trebius und Vibius kommen bei nicht-adligen Plebejern vor.
In der Kaiserzeit wurden alte römische Vornamen wiederbelebt und neue kamen hinzu: Agrippa, Cossus, Drusus, Faustus, Germanicus, Nero, Paullus.

## Weiblicher Name
Frauen hatten ebenso wie die Männer einen Individualnamen. Dieser wurde ursprünglich genau wie bei den Männern vor den Gentilnamen gestellt, Beispiele sind die Namen Acca Larentia, Gaia Caecilia, Gaia Tarratia, Quinta Claudia oder Quarta Hostilia. Diese Tradition hielt sich bis zur Zeit Marcus Tullius Ciceros. Oft wurden Frauen allerdings nur unter ihrem Gentilnamen erwähnt, etwa die Tochter von Cicero als Tullia und die Schwestern sowie die Tochter Gaius Iulius Caesars als Iulia.
In der Kaiserzeit wurde der Individualname der Frauen als Cognomen behandelt und dem Gentilnamen nachgestellt. Die meisten Frauennamen waren weibliche Formen der entsprechenden männlichen Vornamen, allerdings unterschied sich die Häufigkeit der beliebtesten Frauennamen von denen der Männernamen, so ist etwa Paulla/Pola häufig, obwohl Paullus sehr selten vorkommt, und Namen wie Prima, Secunda und Quarta durchaus üblich.
Die weiblichen Vornamen wurden in der Regel nicht abgekürzt. Für den Namen Gaia kommt die Abkürzung Ɔ. (umgekehrtes C) vor, allerdings nur in der Formel Ɔ. lib. („Freigelassener einer Frau“).